# Convoy (canción)
«Convoy» es una canción interpretada por C. W. McCall. Fue publicada en diciembre de 1975 como el segundo y último sencillo de su segundo álbum de estudio Black Bear Road.

## Legado
La canción fue la inspiración para la película Convoy de Sam Peckinpah de 1978, para la cual McCall volvió a grabar la canción para que se ajuste a la trama de la película. En 2014, Rolling Stone clasificó a «Convoy» en el puesto #98 en su lista de las 100 mejores canciones country de todos los tiempos.

## Posicionamiento

### Gráfica semanal
| Gráfica (1975–76)                             | Pico de posición |
| --------------------------------------------- | ---------------- |
| Alemania (Official German Charts)             | 43               |
| Australia (Kent Music Report)                 | 1                |
| Austria (Ö3 Austria Top 40)                   | 19               |
| Canadá (RPM Adult Contemporary)               | 13               |
| Canadá (RPM Top Singles)                      | 1                |
| Canadá (RPM Top Country Tracks)               | 4                |
| Estados Unidos (Billboard Adult Contemporary) | 19               |
| Estados Unidos (Billboard Hot 100)            | 1                |
| Estados Unidos (Billboard Hot Country Songs)  | 1                |
| Estados Unidos (Cashbox Top 100)              | 1                |
| Francia (IFOP)                                | 76               |
| Irlanda (Irish Singles Chart)                 | 2                |
| Nueva Zelanda (Recorded Music NZ)             | 1                |
| Reino Unido (UK Singles Chart)                | 2                |

| Gráfica (2022)                                         | Pico de posición |
| ------------------------------------------------------ | ---------------- |
| Estados Unidos (Billboard Canadian Digital Song Sales) | 22               |
| Estados Unidos (Billboard LyricFind Global)            | 19               |

### Gráfica de fin de año
| Gráfica (1976)                     | Pico de posición |
| ---------------------------------- | ---------------- |
| Australia (Kent Music Report)      | 10               |
| Canadá (RPM Top Singles)           | 2                |
| Estados Unidos (Billboard Hot 100) | 57               |
| Estados Unidos (Cashbox Top 100)   | 38               |
| Nueva Zelanda (Recorded Music NZ)  | 18               |
| Reino Unido (UK Singles Chart)     | 29               |

## Certificaciones y ventas
| País                  | Certificación | Ventas  |
| --------------------- | ------------- | ------- |
| Estados Unidos (RIAA) | Oro           | 500,000 |
| Reino Unido (BPI)     | Plata         | 200,000 |